# Maupasia coeca
Maupasia coeca är en ringmaskart som beskrevs av René Viguier 1886. Enligt Catalogue of Life ingår Maupasia coeca i släktet Maupasia och familjen Lopadorrhynchidae, men enligt Dyntaxa är tillhörigheten istället släktet Maupasia och familjen Lopadorhynchidae. Arten har ej påträffats i Sverige. Inga underarter finns listade i Catalogue of Life.